# Yuriko Miyamoto
Yuriko Miyamoto (宮本 百合子, Miyamoto Yuriko), 13 février 1899 – 21 janvier 1951, est une écrivaine japonaise active au cours de l'ère Taishō et au début de l'ère Shōwa. Son nom de naissance est Chūjō Yuriko (中條).

## Jeunesse
Miyamoto Yuriko naît dans le quartier Koishikawa de Tokyo (à présent partie de l'arrondissement de Bunkyō (文京区, Bunkyō-ku) de parents privilégiés. Son père, Chūjō Seiichirō, formé à l'Université de Cambridge, est professeur d'architecture à l'université impériale de Tokyo. Son grand-père Chūjō Masatsune, ancien samouraï à Yonezawa, occupe plus tard un poste à la préfecture de Fukushima et milite pour l'excavation du canal d'Asaka. Sa mère, Sumie, est la fille ainée de Nishimura Shigeki qui - en tant que penseur - joue un rôle important au début de l'ère Meiji. Consciente à un âge précoce des différences entre sa propre condition et celle des métayers qui travaillent la terre de sa famille, la culpabilité qu'elle ressent relativement aux différences de statut social et économique l'attire vers le socialisme et plus tard vers le premier mouvement féministe japonais.
Encore adolescente et étudiante en première année de littérature anglaise à l'Université pour femmes du Japon, elle rédige sur le conseil de l'écrivain Tsubouchi Shōyō et sous le pseudonyme Chūjō Yuriko, une nouvelle, Mazushiki hitobito no mure (« Une foule de gens pauvres »), qui est acceptée pour publication par la prestigieuse revue littéraire Chūō Kōron (« Forum central ») en septembre 1916. Elle décrit dans ce récit ses expériences avec les agriculteurs pauvres du village de son grand-père, grand propriétaire terrien de l'endroit. Ce texte est couronné d'un prix littéraire parrainé par le cercle littéraire Shirakaba (« Bouleau blanc »).

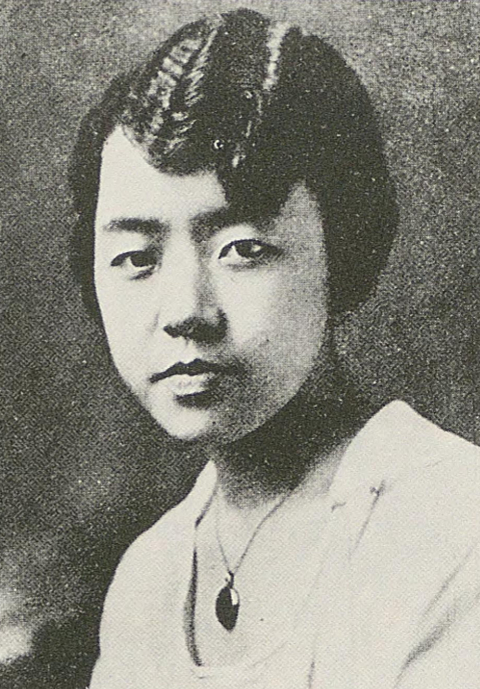
Yuriko Miyamoto vers 1919.

Elle quitte l'université sans diplôme et entreprend avec son père un voyage d'étude aux États-Unis en 1918. L'année suivante, elle est auditrice à l'université Columbia et épouse son premier mari, Araki Shigeru de 15 ans son ainé, chercheur en langues anciennes de l'Asie, qu'elle a rencontré à l'université. Elle rentre au Japon en décembre de cette même année mais les conflits apparaissent entre les époux et ils divorcent en 1924. Son roman semi-autobiographique Nobuko (伸 子) (1924-1926) relate l'échec de ce mariage, ses voyages à l'étranger et comment elle trouve l'indépendance en tant que femme seule. Cet écrit devient un ouvrage de premier rang de la littérature japonaise moderne. La correspondance complète avec Yuasa paraît en 2008 chez l'éditeur Kanrin Shobo.

## Mouvement de la littérature prolétarienne
À partir de 1927, elle réside trois ans en Union soviétique en compagnie de son amie Yoshiko Yuasa (avec laquelle elle vit depuis 1924). À Moscou, elles étudient le russe et la littérature russe et engagent une relation amicale avec le fameux réalisateur Sergueï Eisenstein. Il en va de même avec le réalisateur Teinosuke Kinugasa et Kawarasaki Chōjūrō, futur fondateur du groupe de kabuki Zenshinza, alors en tournée en Europe et en Union soviétique. Après un voyage en Europe de l'Ouest, elle retourne au Japon en novembre 1930.  Le mois suivant, elle rejoint le syndicat des écrivains PNRA, et prend part au mouvement littéraire prolétarien puis devient rédactrice de la revue littéraire marxiste Hataraku Fujin (働く婦人) (« Femmes au travail ») et une figure de proue du mouvement de la littérature prolétarienne. En 1931, elle adhère au parti communiste japonais alors illégal et épouse son secrétaire général, le critique littéraire Kenji Miyamoto en 1932, de neuf ans son cadet. Un peu plus tard, elle est arrêtée et Kenji entre dans la clandestinité. En 1933 Kenji est arrêté à son tour et présenté au tribunal comme principal coupable dans l'incident Lynch. L'année suivante, Yuriko est libérée puis change son nom de Chujo pour Miyamoto ; En 1937, elle change aussi son nom de plume.

## Pendant la guerre
À partir de 1932, avec la mise en application par le gouvernement des lois de préservation de la paix, la répression des mouvements politiques de gauche se fait de plus en plus sévère, les œuvres de Miyamoto sont sévèrement censurées et son magazine est interdit de publication. Elle est à plusieurs reprises arrêtée et harcelée par la police et passe plus de deux ans de prison entre 1932 et 1942. Son mari Kenji Miyamoto reste prisonnier du mois de décembre 1933 au mois d'août 1945. Pendant la période de guerre, même si elle est essentiellement dans l'incapacité de publier, elle écrit cependant un grand nombre d'essais.
Yuriko soutient Kenji Miyamoto emprisonné, mais elle est elle-même arrêtée à plusieurs reprises ce qui n'est pas sans avoir des conséquences néfastes sur sa santé. Malgré les arrestations et les interdictions d'écrire elle poursuit obstinément son activité littéraire. En 1944, son mari est condamné à la prison à vie et envoyé en prison dans la ville d'Abashiri sur l'île d'Hokkaidō. Mais après la défaite du Japon, le SCAP ordonne la libération immédiate de tous les prisonniers politiques et Kenji Miyamoto est libéré en octobre 1945 après douze ans de prison. Les quelque 900 lettres qu'elle a échangées avec son mari font par la suite l'objet d'une sélection par eux deux et publiées après la mort de Yuriko sous le titre Juni-nen no Tegami (十二年の手紙, « Les lettres de douze ans »).

## Après-guerre
Dans la période d'après-guerre elle retrouve son mari, libéré, et reprend ses activités politiques. Cette période est également la plus prolifique de sa carrière littéraire. Quand le parti communiste redevient actif après la guerre, Yuriko travaille énergiquement au mouvement social et à son activité d'écrivain. Comme elle est à présent libérée de l'interdiction d'écrire qui lui était imposée pendant la guerre, elle publie plusieurs ouvrages dont Fūchisō (风知草), « L'herbe que connaît le vent »), Banshū heiya (播州平野), « La plaine de Banshū ») ou dohyō (道标),  « Le guide »). Elle décrit une grande partie de ses expériences dans les mois qui ont suivi la capitulation du Japon sous la forme de romans. Elle est également membre du Comité central de la Société littéraire du nouveau Japon et dans la ligne de Fujin Kurabu Minshu, (« Association démocratique des femmes) », cherche, sous la direction du Parti communiste à promouvoir la littérature et les mouvements féministes.
Les deux romans, Banshū heiya et Fūchisō sont couronnés du prix Mainichi de la culture en 1947.

### Écrits
La Plaine de Banshū est un compte rendu sobrement détaillé du Japon en août et septembre 1945. Le chapitre d'ouverture du roman représente le jour de la capitulation du Japon. Le cadre en est une ville rurale du nord du pays où Miyamoto, représentée par la protagoniste Hiroko, vit en tant qu'évacuée à la fin de la guerre. Le chapitre saisit le sentiment de confusion avec lequel beaucoup de Japonais ont reçu la nouvelle de la reddition. Le frère d'Hiroko ne peut expliquer ce qui se passe à ses enfants, tandis que les agriculteurs locaux s’enivrent. Miyamoto décrit une banqueroute morale qui est le thème principal du roman et qui est représenté comme l'héritage le plus tragique de la guerre
L'Usine à girouettes fournit un compte rendu à peine romancé de la réunion de Miyamoto avec son mari après sa libération de douze ans d'emprisonnement en temps de guerre. L'adaptation du couple pour vivre de nouveau ensemble est montrée comme étant souvent douloureuse. Malgré de nombreuses années de militantisme dans le mouvement des femmes socialistes, elle est blessée lorsque son mari indique qu'elle est devenue trop dure et trop indépendante après avoir vécu seule pendant la guerre.
Miyamoto publie également un recueil d'essais et de critiques littéraires Fujin to Bungaku (« Femmes et littérature », 1947), un recueil de quelque 900 lettres entre elle et son mari emprisonné Juninen no tegami (« Lettres de douze ans », 1950–1952) et les romans Futatsu no niwa (« Deux jardins » 1948) et Dōhyō (Jalons, 1950).
- Mazushiki Hitobito no Mure (貧しき人々の群, « Troupeau de pauvres » 1916)
- Nobuko (1924)
- 1932-nen no Haru (一九三二年の春, « Le printemps de 1932 », 1932)
- Chibusa (乳房, « La poitrine de la mère », 1935)
- Sugigaki (杉垣, « La haie de cèdres », 1939)
- Sangetsu no daiyon Nichō (三月の第四日曜, « Le quatrième dimanche de Mars », 1940)
- Banshū Heiya (1946)
- Fūchisō (1946)
- Futatsu no Niwa (二つの庭, « Deux jardins », 1947)
- Dōhyō (1950), « Jalons »

### Décès
En raison de désaccords au sein du Parti communiste sur la direction politique de l'équipe dirigeante ainsi qu'à cause de la Purge rouge (de), les activités du Parti sont sévèrement restreintes en 1950. Kenji Miyamoto, qui est membre du Comité central, devient la cible de purges et en tant que chef du Kokusai Ha (« groupe international ») doit affronter la scission au sein du Parti. Dans cette situation critique Yuriko continue cependant à écrire et à militer pour le Parti. Cette même année, elle achève les trois parties de son roman dohyō qui relate ses expériences en Union soviétique. Mais elle meurt subitement en janvier de l'année suivante (1951) d'un empoisonnement du sang, complication d'une méningite aigüe à l'âge de 51 ans. Sa tombe se trouve au cimetière de Kodaira à la périphérie de Tokyo.

### Postérité
Après sa mort, son mari Kenji Miyamoto règle les difficultés et devient secrétaire général du Parti communiste renaissant. Yuriko Miyamoto reste très estimée parce qu'elle est son épouse et une auteur essentielle de la littérature prolétarienne. Cinquante ans après sa mort (2001), l'éditeur Shin Nihon Shuppansha entame la publication de l'intégralité de son œuvre, qui s'achève en 2004 avec 33 volumes. Shūichi Katō et Tetsuzō Fuwa, alors secrétaire général du parti à ce moment, ainsi que l'écrivain et ancien membre Tsujii Takashi, approuvent cette édition complète.

## Source de la traduction
- (de)/(en) Cet article est partiellement ou en totalité issu des articles intitulés en allemand « Miyamoto Yuriko » (voir la liste des auteurs) et en anglais « Yuriko Miyamoto » (voir la liste des auteurs).
- Notices d'autorité :   - VIAF
  - ISNI
  - BnF (données)
  - IdRef
  - LCCN
  - GND
  - Japon
  - CiNii
  - Pays-Bas
  - Pologne
  - Israël
  - NUKAT
  - Suède
  - Norvège
  - Tchéquie
  - Corée du Sud
  - WorldCat